# Daniela Pinna
Daniela Pinna (Bolonia, 1970) es una botánica, fitogeógrafa, aerobióloga, micóloga, liquenóloga, profesora, taxónoma, conservadora, y exploradora italiana.

## Carrera
En 1994, se graduó por la Universidad de Padua en Ciencias Naturales; y, en 2000 su doctorado en biología por la mismia casa de altos estudios.
Desarrolla actividades académicas y científicas en el Laboratorio científico, Departamento de Botánica de la Universidad de Bolonia.

## Algunas publicaciones
- daniela Pinna, monica Galeotti, adriana Rizzo. 2015. Brownish alterations on the marble statues in the church of Orsanmichele in Florence: what is their origin?. Heritage Sci. 3: 7 10.1186/s40494-015-0038-1.

- ---------------. 2014. Biofilms and lichens on stone monuments: Do they damage or protect? Frontiers Microbiol. 5: 133 10.3389 /fmicb.2014.00133.

- i. Osticioli, m. Mascalchi, daniela Pinna, s. Siano. 2014. Removal of Verrucaria nigrescens from Carrara marble artefacts using Nd: YAG lasers: Comparison among different pulse durations and wavelengths. Applied Phys. A, 118: 1517-1526.

- o.a. Cuzman, c. Faraloni, daniela Pinna, c. Riminesi, b. Sacchi, p. Tiano, g. Torzillo. 2013. Evaluation of treatments efficiency against lichens growing on monumental stones by electrical conductivity. Int. Biodeterioration Biodegradation, 84: 314-321.

- daniela Pinna. 2012. Scientific investigations on brownish alterations on the marble statues at Orsanmichele. En Orsanmichele and the history and preservation of the civic monument. National Gallery of Art, Washington: Yale Univ. Press; p. 339–46.

- ---------------, o. Salvadori, m. Galeotti. 2012. Monitoring the performance of innovative and traditional biocides mixed with consolidants and water-repellents for the prevention of biological growth on stone. Sci. Total Environ. 423: 132-141. resumen

- ---------------, --------------, s. Porcinai. 2011. Evaluation of the application conditions of artificial protection treatments on salt-laden limestones and marble. Construct. Building Mater. 25: 2723-2732.

- ---------------, --------------. 2008. Biodeterioration processes in relation to cultural heritage materials. Stone and related materials. En Caneva G, Nugari MP, Salvadori O, editors. Plant biology for cultural heritage. Los Ángeles: The Getty Conservation Institute; p. 128–43.

- mauro Tretiach, daniela Pinna, martin Grube. 2003. Caloplaca erodens [sect. Pyrenodesmia], a new lichen species from Italy with an unusual thallus type. Mycological Progress 2 (2): 127 - 136. resumen

### Libros
- pier luigi Nimis, daniela Pinna, ornella Salvadori. 1992. Licheni e conservazione dei monumenti, v. 1 de Scienza e conservazione. La materia delle forme. Publicó CLUEB, 164 p. ISBN 8849106874, ISBN 9788849106879

- daniela Pinna. 1991. Valutazione e controllo del degrado biologico sui materiali ceramici: dispense del corso di aggiornamento Biodeterioramento dei materiali ceramici, Faenza, Museo internazionale delle ceramiche, 21-22 de noviembre de 1997, v. 1 de Quaderni di restauro della ceramica. Publicó Museo internazionale delle ceramiche, 19 p.

### Cap. de libros
- giulia Caneva, m.p. Nugari, o. Salvadori. 2008. Plant Biology for Cultural Heritage: Biodeterioration and Conservation. Editores Giulia Caneva, M. P. Nugari, O. Salvadori, ed. ilustrada de Getty Publications, 408 p. ISBN 0892369396, ISBN 9780892369393
  - Cap. I. Processes of biodeterioration: general mechanisms. 15 - 34

## Honores
- Superintendencia del patrimonio histórico-artístico.[3]

### Membresías
- Sociedad Botánica Italiana

- La abreviatura «Pinna» se emplea para indicar a Daniela Pinna como autoridad en la descripción y clasificación científica de los vegetales.[4]